# El Marañón
El Marañón ist ein Corregimiento des Bezirks Soná in der Provinz Veraguas in Panama. Bei der Volkszählung im Jahr 2023 hatte es 2640 Einwohner. Das Corregimiento erstreckt sich über eine Fläche von 114,2 km².

## Bevölkerung
Die folgende Tabelle zeigt die Bevölkerung des Corregimientos El Marañón, wie es in den Volkszählungen 2000, 2010 und 2023 erfasst wurde.
| Jahr         | 2000 | 2010 | 2023 |
| ------------ | ---- | ---- | ---- |
| Einwohner    | 2275 | 2322 | 2640 |
| davon Männer | 1237 | 1253 | 1399 |
| davon Frauen | 1038 | 1069 | 1241 |

## Orte
Im Corregimiento El Marañón befinden sich folgende Orte:
- Asiento Bonito
- Bajos del Río Utirá
- Boca del Monte
- Bolívar
- Cerro Cutubi
- Cerro Jumado
- Cerro Largo
- Congal
- Don Juan
- El Barrero
- El Cajón de Los Quinteros
- El Copé
- El Corotú
- El Criollo
- El Junco
- El Limón
- El Marañón
- El Pilón
- El Roble
- Esclere
- Escobales o Quebrada Limón
- Finca de Seria
- Finca Don Trilli
- Finca San Pablo o Bajos del San Pablo
- Juan Champra
- La Charcona o El Hato
- La Chumicosa
- La Corocita
- La Peña
- La Pita
- Las Brujas
- Las Cuestas de Utirá
- Las Huacas
- Las Huertas
- Las Peñas
- Limón
- Llano Grande
- Loma de La Cruz
- Los Núñez
- Los Pardos de Santa Rita
- Panamaito
- Petengue
- Piedras Negras
- Santa Bárbara
- Santa Catalina Abajo o El Hato
- Santa Catalina Arriba o Finca San Pablo
- Santa Rita
- Santa Rita Abajo
- Siguina